# Ditrichum brevirostre
Ditrichum brevirostre är en bladmossart som beskrevs av Brotherus 1901. Ditrichum brevirostre ingår i släktet grusmossor, och familjen Ditrichaceae. Inga underarter finns listade i Catalogue of Life.